# 二軒屋通り

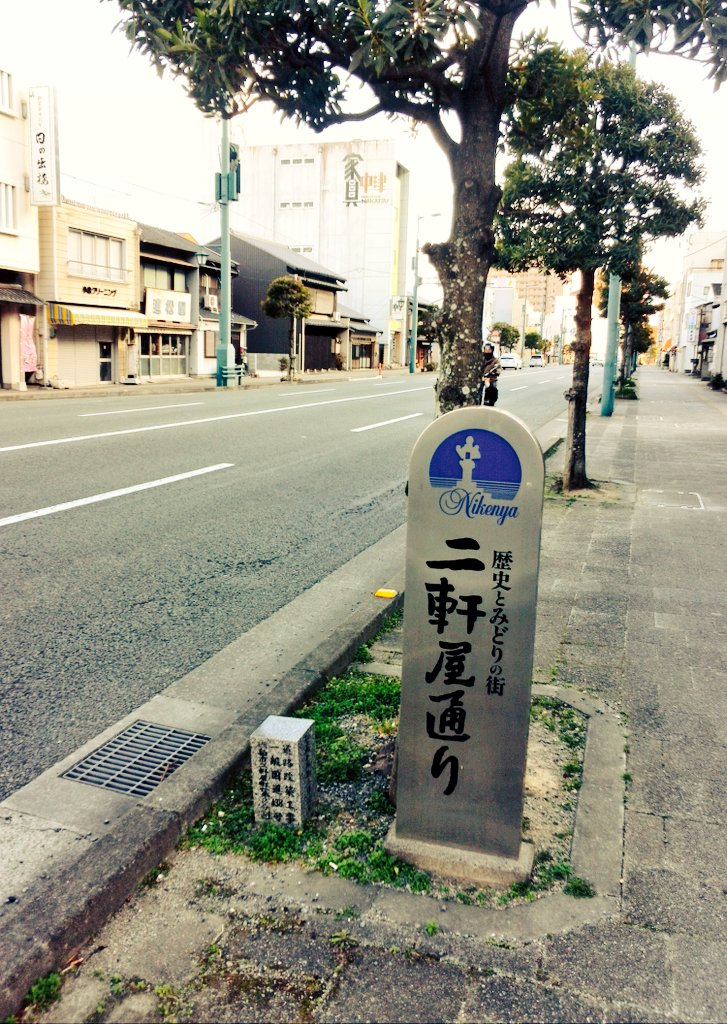
二軒屋通り

二軒屋通り（にけんやどおり）は、徳島県徳島市二軒屋町を通る国道438号の通称である。

## 概要
国道438号は二軒屋町を南北に走り、この辺りは江戸時代から続く商店街として栄えている。カラー舗装化され、中小店舗が連なる。
二軒屋町一丁目から二軒屋町三丁目までを二軒屋通りと通称し、道筋にある金刀比羅神社には、（1839年（天保10年）に藍商らの寄進によって建立された日本最大の大石灯籠（10.24メートル）が建てられている。

## 主な施設
- 金刀比羅神社
- 忌部神社
- 観潮院